# Фужун (печера)
29°13′44″ пн. ш. 107°54′12″ сх. д. / 29.22889° пн. ш. 107.90333° сх. д.
Фужун (кит. спр. 芙蓉洞, піньїнь: Fúróng Dòng) — печера у Китаї на території повіту Улун міста Чунцін. Є частиною Південно-Китайського карсту, об'єкти якого входять до Списку Всесвітньої спадщини ЮНЕСКО в Китаї.

## Опис
Печера Фужун, що сформувалася в карбонатних породах кембрійського (бл. 540—490 млн років) та ордовицького (бл. 500—400 млн років) періодів, складається з вертикальної і горизонтальної печер. Вона багата басейнами, сталактитами (знайдено 30 порід), геологічними опадами, зруйнованими породами, тут є ланцюг природних мостів, карсти, яри, джерела, водоспади. Довжина основної печери становить 2,7 тисячі метрів, а площа Світлого залу — 11 000 м².
Даний об'єкт був відкритий в 1993 році, а на наступний рік став доступний для туризму.